# Żyzna buczyna karpacka

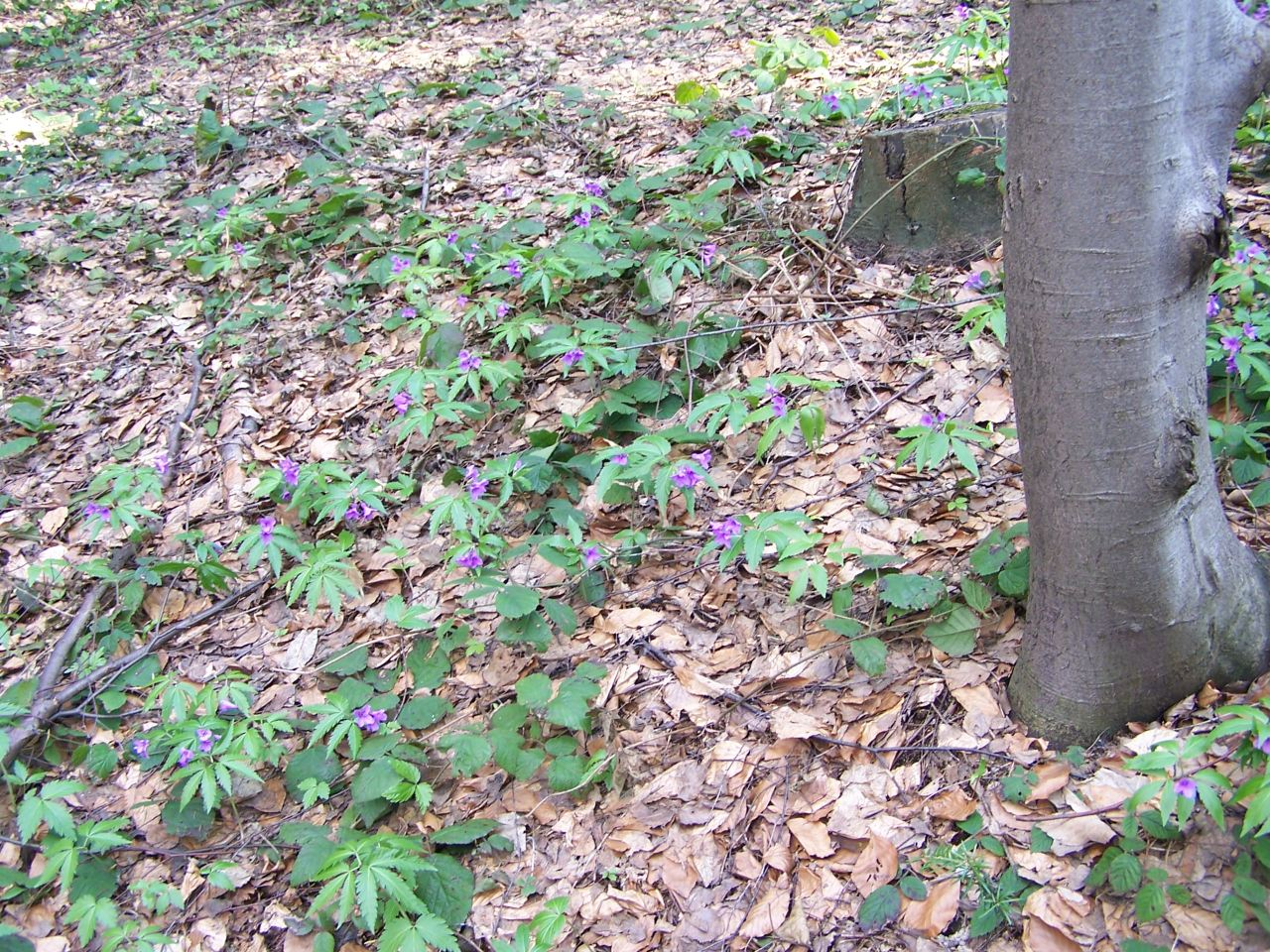
Roślinność runa rozwija się głównie wczesną wiosną, tu widoczny gatunek charakterystyczny zespołu – żywiec gruczołowaty (Dentaria glandulosa).

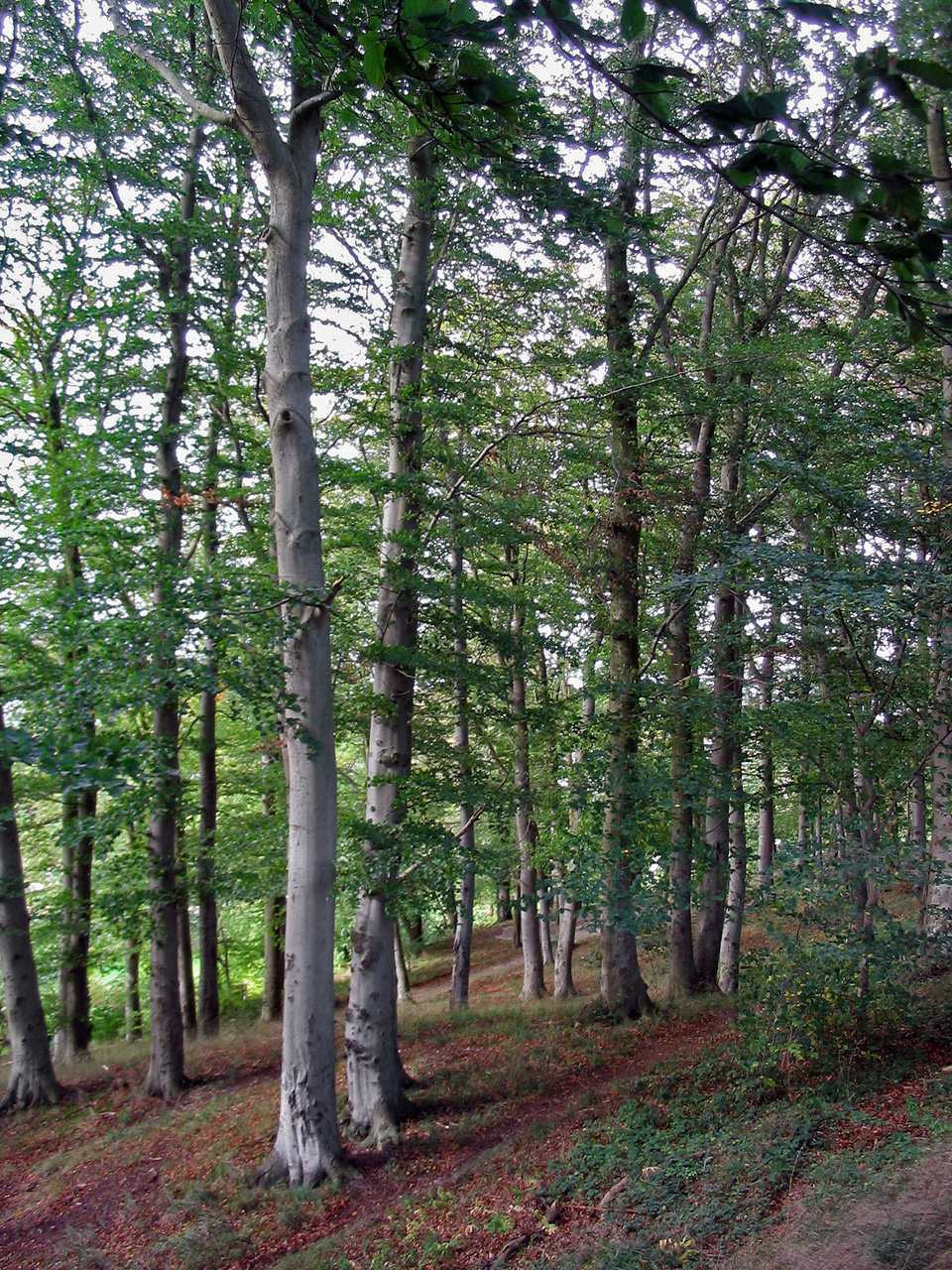
W niektórych postaciach zespołu podszyt jest prawie niewykształcony.

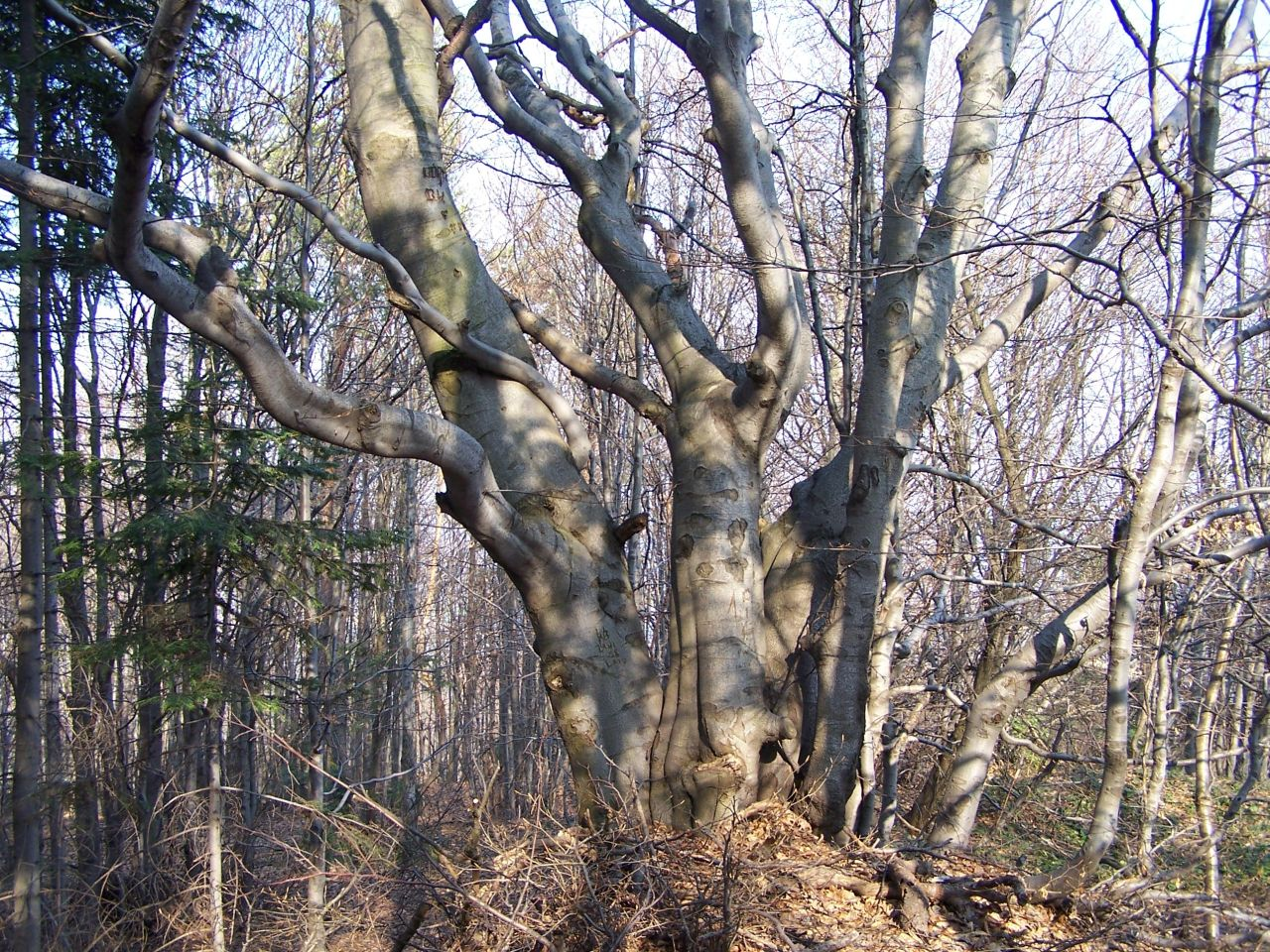
Buczyna karpacka w górnej granicy swojego pionowego zasięgu.

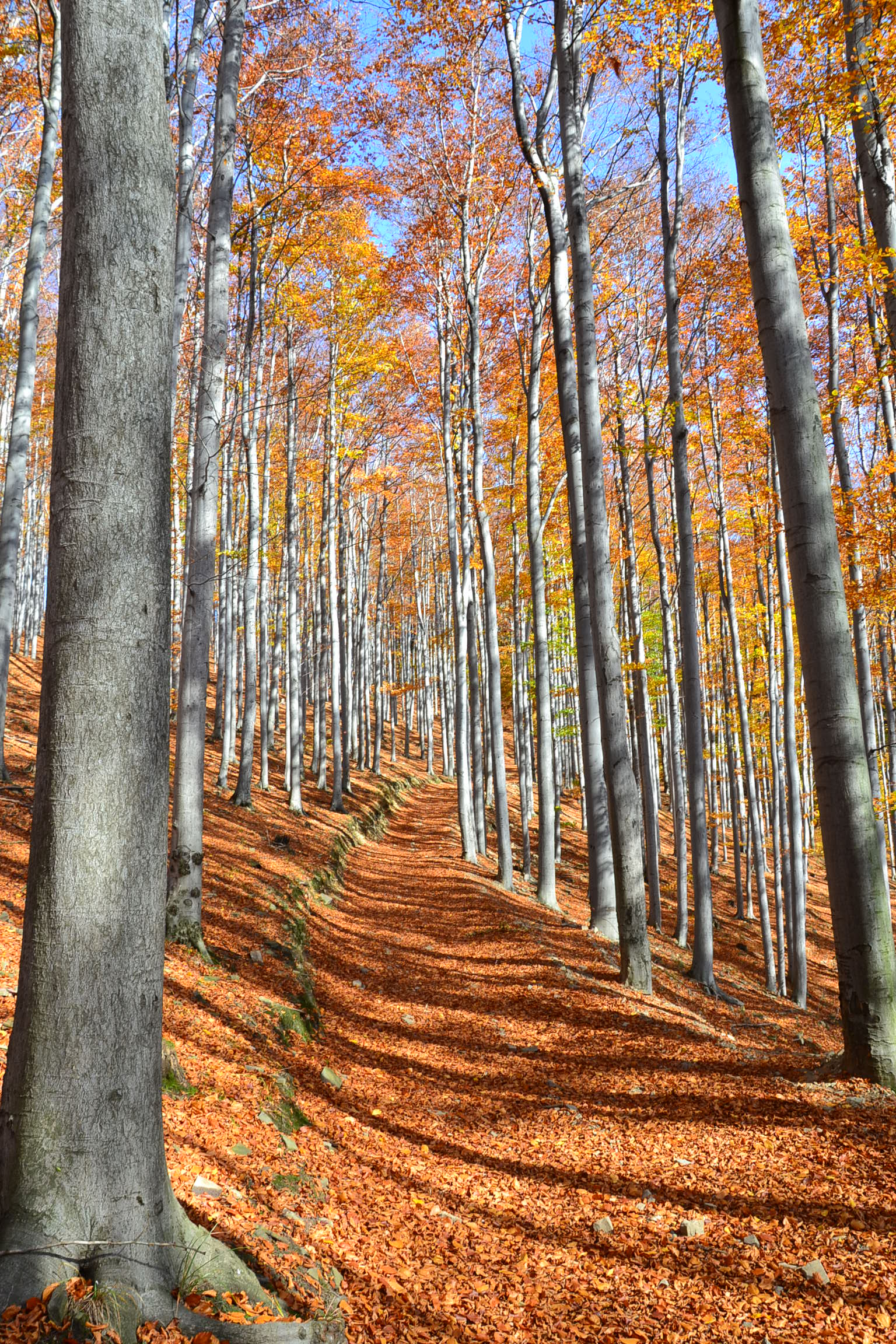
Jesienny aspekt buczyny (stoki Bucznika w Beskidzie Śląskim)

Żyzna buczyna karpacka zwana też buczyną karpacką (Dentario glandulosae-Fagetum Klika 1927 em. Mat. 1964, syn. Fagetum carpaticum Klika 1927) – zespół roślinności należący do związku Fagion sylvaticae grupującego lasy bukowe. Jest to zespół leśny, który niegdyś zajmował niemal całe piętro regla dolnego w Karpatach od ok. 600 do 1150 m n.p.m. Obecnie jeszcze zachował się w nienaruszonym stanie w niektórych trudno dostępnych miejscach. Buczyna ta charakteryzuje się domieszką jodły, wiązu górskiego i jaworu. W wyższych partiach miejsce jodły zajmuje świerk. Dominujący gatunek – buk zwyczajny osiąga często ogromne rozmiary. Tworzy zwarte i cieniste drzewostany z szerokimi koronami i rzadko rozstawionymi pniami ogromnych drzew. W górnych partiach, na granicy swojego pionowego zasięgu pnie buków są często rozgałęzione i poskręcane. Warstwa podszytu prawie nie występuje, ubogie w gatunki runo rozwija się głównie wczesną wiosną, przed rozwojem liści przez drzewa. Jest to możliwe dzięki temu, że buk bardzo późno rozwija swoje liście. Runo zajmuje 30-60% powierzchni, resztę stanowi ściółka, brak zupełnie gołej gleby. Gleby pochodzą głównie z łupków i piaskowców, są bogate w próchnicę powstałą z corocznie opadających liści bukowych, procesy bielicowania słabe.
Gatunkami charakterystycznymi są: żywiec gruczołowaty (Dentaria glandulosa), paprotnik Brauna (Polystychum braunii) i żywokost sercowaty (Symphytum cordatum) (tylko w Karpatach Wschodnich i Środkowych).
Gatunkami wyróżniającymi są: bluszczyk kosmaty (Glechoma hirsuta), szałwia lepka (Salvia glutinosa), wilczomlecz migdałolistny (Euphorbia amygdaloides) i żywokost bulwiasty (Symphytum tuberosum).
Oprócz nich w runie często występują: czosnek niedźwiedzi (Allium ursinum), czerniec gronkowy (Actaea spicata), gajowiec żółty (Galeobdeon luteum), przytulia wonna (Asperula odorata), miodunka ćma (Pulmonaria obscura), nerecznica samcza (Dryopteris filix-mas), paprotnik kolczysty (Polystychum aculeatum), przetacznik górski (Veronica montana), rzeżucha trójlistkowa (Cardamine trifolia), szczyr trwały (Mercurialis perennis), żywiec cebulkowy (Dentaria bulbifera).
Osobliwością żyznej buczyny karpackiej występującej w Beskidzie Śląskim i Żywieckim oraz w zachodniej części Pogórza Śląskiego jest występowanie w runie, obok żywca gruczołowatego, również żywca dziewięciolistnego (Dentaria enneaphyllos), który jest gatunkiem charakterystycznym dla żyznej buczyny sudeckiej. Taka postać buczyny nazywana jest postacią śląsko-żywiecką.
Optymalne warunki do swojego rozwoju żyzna buczyna karpacka znajduje w Karpatach na wysokości 800–1150 m n.p.m. Sięga swoim zasięgiem jednakże również poza Karpaty – występuje także na pogórzu, w Górach Świętokrzyskich, na Roztoczu oraz w pasie wyżyn południowych. Tutaj występuje przeważnie na lepszych glebach, zajmuje zwykle wilgotne i cieniste zbocza północne i rozwija się nieco gorzej niż w Beskidach.
Dobrze zachowany zespół żyznej buczyny karpackiej znajduje się m.in. w rezerwacie przyrody Kamionna w Beskidzie Wyspowym oraz w rezerwacie przyrody Liwocz na pogórzu Ciężkowickim.